# آگنیشکا چکاینسکا
آگنیشکا چکاینسکا (لهستانی: Agnieszka Czekańska؛ زادهٔ ۱۳ آوریل ۱۹۶۹) بازیگر اهل لهستان است.
از فیلم‌ها یا مجموعه‌های تلویزیونی که وی در آن‌ها نقش داشته‌است، می‌توان به خیوکا، فیلیپ، راز ساگال، حوزه استحفاظی ۱۳، قسمت دوم، در خوشی و سختی، در خیابان سپولنی، قانون حقیقی، پدر متیو، روزگار خوش، دختران جنگ، کمیسر آلکس، دوستان، هیچ‌کس امشب در جنگل نمی‌خوابد و فائوستینا اشاره نمود.